# Ільмар Таммур
Та́ммур І́льмар Аугу́стович (ест. Ilmar Tammur; 11 травня 1921 — 19 липня 1989) — радянський естонський актор і режисер. Народний артист Естонської РСР (1964).

## Біографія
Народився 11 травня 1921 року в місті Нарва, Естонія.
Закінчив школу сценічної майстерності в Таллінні у 1940 році.
У 1944—1946 роках — актор і режисер Тартуського театру «Vanemuine» (Ванемуйне).
У 1946—1948 роках — актор і режисер Талліннського драматичного театру.
З 1948 по 1952 роки — директор і головний режисер Пярнуського театру «Endla» (Ендла).
З 1952 по 1970 роки — головний режисер Естонського театру драми імені В. Кінгісеппа.
У 1970—1974 роках — головний режисер Філармонії Естонської РСР, а з 1974 року — режисер і актор Ракверського театру.
Одночасно викладав у Талліннській консерваторії (1955—1960), у педагогічному інституті імені Е. Вільде (1967—1970).
З 1953 по 1969 роки очолював Естонське театральне товариство.
Помер 19 липня 1989 року в Таллінні.

## Нагороди і почесні звання
- Народний артист Естонської РСР (1964).
- Лауреат Державної премії Естонської РСР (1958).

Нагороджений двома радянськими орденами і медалями.

## Театральні роботи

### Акторські роботи
- Ростан Е. «Сірано де Бержерак» — Сірано;
- Шекспір В. «Приборкання норовливої» — Петруччо;
- Треньов К. «Любов Ярова» — Швандя;
- Гауптман Г. «Боброва шуба» — Верган

та інші.

### Режисерські постановки
- «Любов Ярова» К. Треньова (1952);
- «Загибель ескадри» О. Корнійчука (1953);
- «Антоній і Клеопатра» В. Шекспіра (1955);
- «Мамаша Кураж та її діти» Б. Брехта (1962);
- «Фауст» Й. Гете (частина 1-2, 1968-69)

та інші.

## Фільмографія

### Акторські роботи
- 1951 — Світло в Коорді | Valgus Koordis — Муулі;
- 1956 — На задвірках | Tagahoovis — Бражников, один з братів;
- 1956 — Один момент, будь ласка, зачекайте! | Üks moment, oodake! — (короткометражний);
- 1961 — Друг пісні | Laulu sõber — Пальк, голова колгоспу;
- 1966 — Листи з острова Диваків | Kirjad Sõgedate külast — Аугуст Пурі (озвучив О. Суснін);
- 1975 — Школа пана Мауруса | Indrek — Віхалепп (дублював П. Винник);
- 1980 — Мільйони Ферфакса — Персі Галлет, інспектор поліції;
- 1982 — Арабелла — дочка пірата | Arabella, mereröövli tütar — пірат Адальберт, кок на піратському судні;
- 1983 — Шукач пригод | Nipernaadi — Яаак Лиоке;
- 1984 — За часів вовчих законів | Hundiseaduse aegu — епізод;
- 1984 — Дві пари й самотність | Kaks paari ja uksindus — Сем Телфер, собачник;
- 1984 — Олов'яні солдатики | Plekkmehed — фільм-вистава;
- 1985 — Знедолені |  — епізод;
- 1988 — Вернанда | Vernanda — короткометражний;
- 1988 — Русалочі мілини | Näkimadalad — керуючий Ваймелі.

### Режисерські роботи
- 1979 — Легенда про вовчу наречену | Legend hundimõrsjast Legend hundimõrsjast
- 1981 — Кримінальне танго | Kriminaaltango